# Order Zasługi Korony Bawarskiej
Order Zasługi Korony Bawarskiej (niem. Verdienstorden der Bayerischen Krone) – bawarski cywilny order zasługi nadawany w latach 1808-1918. Zastąpił elektorski Order Lwa Palatyńskiego. W kolejności starszeństwa noszony był po Orderze Wojskowym Maksymiliana Józefa, a przed Orderem Zasługi św. Michała.
Podzielony był na trzy klasy:
- I kl. – Krzyż Wielki (Großkreuz),
- II kl. – Komandor (Kommandeur, do 1839 – Komtur),
- III kl. – Kawaler (Ritter),

oraz
- Medal Zasługi (Verdienstmedaille).

Przyznanie III kl. tego orderu było dla krajowców równoznaczne z otrzymaniem osobistego szlachectwa.

## Wielcy Mistrzowie
1. Maksymilian I Józef Wittelsbach (Król Bawarii)
2. Ludwik I Wittelsbach (Król Bawarii)
3. Maksymilian II Wittelsbach (Król Bawarii)
4. Ludwik II Wittelsbach (Król Bawarii)
5. Otton I Wittelsbach (Król Bawarii)
6. Ludwik III Wittelsbach (Król Bawarii)